# Kunheim

Kunheim este o comună în departamentul Haut-Rhin din estul Franței. În 2009 avea o populație de 1.764 de locuitori.

## Evoluția populației
| An        | 1975  | 1982  | 1990  | 1999  | 2006  | 2009  |
| --------- | ----- | ----- | ----- | ----- | ----- | ----- |
| Populație | 1.035 | 1.179 | 1.313 | 1.569 | 1.772 | 1.764 |